# جيف ريفيرا
جيف ريفيرا (بالإنجليزية: Jeff Rivera)‏ (5 سبتمبر 1976، سولت ليك في الولايات المتحدة)؛ كاتِب مُتخصِّص في أدب الأطفال وروائي أمريكي.